# Out Run Europa
Out Run Europa is een computerspel dat werd ontwikkeld door Probe Software en uitgegeven door U.S. Gold. Het spel kwam in 1991 uit voor de Commodore Amiga. Hierna volgende andere homecomputers. Het spel is de derde versie in de Out Run serie. Het spel speelt zich af in Europa en de speler moet proberen te ontkomen aan de politie. Naast auto's kan de speler in dit spel ook gebruikmaken van de motorfiets en jetski. Elk level moet binnen een bepaalde tijd gehaald worden.

## Platforms
| Platform           | Jaar |
| ------------------ | ---- |
| Amiga              | 1991 |
| Amstrad CPC        | 1991 |
| Atari ST           | 1991 |
| Commodore 64       | 1991 |
| Game Gear          | 1991 |
| SEGA Master System | 1991 |
| ZX Spectrum        | 1991 |

## Ontvangst
| Beoordeeld door  | Platform           | Datum           | Score |
| ---------------- | ------------------ | --------------- | ----- |
| GameFan Magazine | Game Gear          | oktober 1992    | 88%   |
| ST Action        | Atari ST           | oktober 1993    | 85%   |
| Your Sinclair    | ZX Spectrum        | november 1991   | 83%   |
| Datormagazin     | Amiga              | 7 november 1991 | 81%   |
| Amiga Force      | Amiga              | mei 1993        | 80%   |
| Amiga Format     | Amiga              | december 1991   | 78%   |
| Amiga Power      | Amiga              | november 1991   | 74%   |
| Mean Machines    | SEGA Master System | december 1991   | 63%   |
| Sega Force       | Game Gear          | 18 maart 1993   | 51%   |
| Video Games      | SEGA Master System | januari 1992    | 39%   |